# Американское ядерное общество
Американское ядерное общество (англ. American Nuclear Society, ANS) — международная профессиональная некоммерческая организация в США, объединяющая учёных, инженеров и специалистов по ядерной инженерии и смежных дисциплин. ANS является членом Международного совета ядерных обществ (INSC).
ANS состоит из трёх сообществ: профессиональных подразделений, местных секций/отделений и студенческих секций. Предусмотрено как индивидуальное, так и коллективное членство. В Общество входят различные организации, включая корпорации, правительственные учреждения, образовательные учреждения и ассоциации.
По состоянию на август 2020 года ANS насчитывало более 10 000 членов из более чем 50 стран.

## История
Американское ядерное общество было основано в 1954 году как некоммерческая ассоциация для продвижения растущей ядерной отрасли. Вскоре после этого, в 1955 году, ANS провело своё первое ежегодное собрание и избрало своим первым президентом Уолтера Зинна. Первоначально штаб-квартира Общества располагалась в помещении, предоставленном Институтом ядерных исследований Ок-Риджа (ORINS), затем штаб-квартира Общества не раз переезжала, пока в 1977 году не обосновалась в собственном здании в Ла-Грейндж-Парке штата Иллинойс.
С 1984 по 2001 году Американское ядерное общество издавало журнал Fusion technology : a journal of the American Nuclear Society and the European Nuclear Society.

## Руководство
Ниже перечислены члены Исполнительного комитета на 29 марта 2022 года:
- Президент — Стив Несбит
- Вице-президент / Президент-елект — Стивен Арндт
- Казначей — У. А. «Арт» Уортон-III
- Экс-президент — Мэри Лу Данзик-Гугар
- Исполнительный директор/CEO — Крейг Пирси